# Joe Hatton
Joseph Hatton Gotay, detto Joe (Ponce, 17 maggio 1948 – 1º luglio 2022), è stato un cestista portoricano.
Era il padre di Bobby Joe Hatton.

## Carriera
Con Porto Rico ha disputato due edizioni dei Giochi olimpici (Città del Messico 1968, Monaco 1972).